# Hasta la vista, baby
"Hasta la vista, baby" é uma frase de efeito mundialmente famosa, associada ao ator Arnold Schwarzenegger, o qual, em 1991, a referiu no filme de ficção científica O Exterminador do Futuro 2: O Julgamento Final.
O Instituto Cinematográfico Americano colocou esta frase na 76.ª posição na lista das melhores 100 frases de filmes de todos os tempos.